# 세르게이 넴치노프
세르게이 리보비치 넴치노프(러시아어: Серге́й Льво́вич Немчи́нов, 1964년 1월 14일~)는 러시아의 아이스하키 선수, 지도자로 포지션은 센터이다. 내셔널 하키 리그(NHL)의 뉴욕 레인저스, 밴쿠버 커넉스, 뉴저지 데블스 소속으로 뛰었다. 그는 NHL 통산 761경기에 출전했으며,1994년과 2000년에 각각 뉴저지 데블스와 뉴욕 레인저스 소속 시절에 스탠리 컵 우승을 차지했다.
국제 대회에 소련과 러시아 국가대표팀의 일원으로 활약했으며, 1989년과 1990년 세계 선수권 대회에서 금메달, 1998년 동계 올림픽에서 은메달을 획득했다.